# José López Domínguez
José López Domínguez (Marbella, 29 novembre 1829 – Madrid, 17 ottobre 1911) è stato un politico spagnolo.
È stato Presidente del Consiglio dal 6 luglio al 30 novembre 1906.